# Truls Kåse

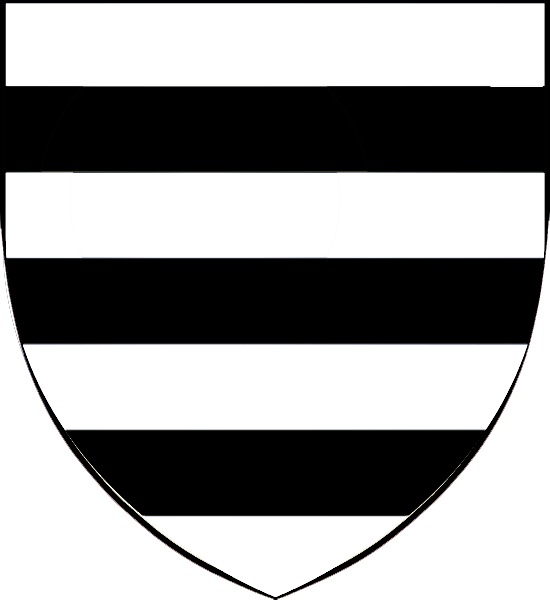
vapen för ätten Kåse

Truls Kåse, född andra halvan av 1500-talet, död 1656, svensk adelsman, fogde och kronobefallningsman, son till Peder Arvidsson Kåse och Anna Trulsdotter. Han skrev sig till gårdarna Öjhult och Ivla i Södra Ljunga socken, Kronobergs län.
Truls Kåse var närvarande vid ting i Sunnerbo härad 1603 och 1613, kronobefallningsman i Sunnerbo härad 1614-1616. Han erhöll med sin andra hustru egendomar i Västmanland och Dalarna, bland annat Frölunda i Harakers socken (Västmanland), som hon erhållit genom sin mors testamente 2 januari 1622 och en halv gård Moråker i Stora Tuna socken (Dalarna), som han senare med sin hustrus samtycke sålde 20 januari 1625 till hustruns syster Kristina Göransdotter. Truls Kåse blev samtidigt som brodern Arvid introducerad 1627 under nr 19, senare ändrat till nr 139. Vid 1640 års riksdag var Truls Kåse frånvarande på grund av sjukdom. Truls Kåse dog 1656, men begravdes först 25 januari 1657 samtidigt som sin fjärde hustru i Pjätteryds kyrka.
Truls Kåse gifte sig första gången (omkring 1600) med Brita Bagge (född omkring 1575, död efter 1609), dotter till amiralen Bengt Bagge. De fick barnen Anna, Peder, Cecilia, Jöran och Kerstin. Andra hustrun hette Margareta Jöransdotter Stengafvel, dotter till Jöran Sigfridsson och Bengta Andersdotter. Detta äktenskap ingicks omkring 1611. Med Margareta Jöransdotter Stengafvel fick Truls Kåse barnen Herman, Anders, Brita, Margareta, Gunnel, Ingeborg, Elisabet och Bengta. Truls Kåse gifte sig för tredje gången (före 1637) med Beata Ulfsdotter (egenhändigt "Beata Hiort") Halvhjort av Flishult (död kort före 12 september 1644) och för fjärde gången med Signil Gabrielsdotter (3 december 1651). Det tredje och fjärde äktenskapet var barnlösa. 
I Kristianstad rådhusrätt, inneliggande handlingar 1651-1652, finns ett morgongåvobrev utfärdat av Trulls Kååse till Öyhult åt hans hustru Signill Gabrielsdotter. Undertecknat Öyhult 4 dec 1651 av Truls Kååse, Axell Kååse till Oshullt, Bengta Kååse, dotter till Trulls Kååse, Anders Kååse, Sten (Lood eller Loods), samt kyrkoherden Hr. Niels i Pjätteryd. På brevet finns antecknat, att det är presenterat på tinget i Rysby 11 mars 1657.